# Giro dell'Umbria
Giro dell'Umbria var ett italienskt endagslopp (1919 tvådagars etapplopp, 1953–1956 tredagars) i landsvägscykling som hölls i Umbrien från 1910 till 1991.

## Podieplaceringar
1924 och 1930 gällde loppet som italienska mästerskap för de deltagande klasserna.